# Церква Всіх Святих (Одеса)
Церква Всіх Святих, також Усіхсвятська церква — зруйнований православний храм в Одесі, який знаходився на території Першого Християнського цвинтаря. Наразі у процесі відновлення.

## Історія

### Зведення церкви

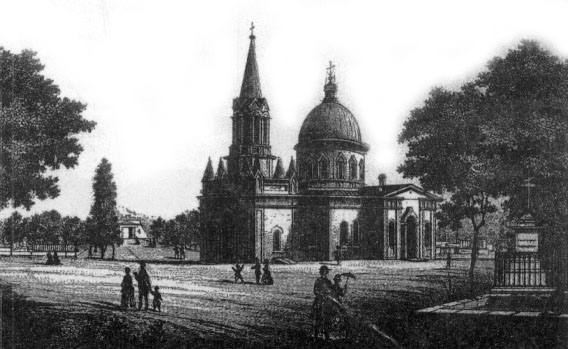
Літографія В. Вахренова. 1870-і

У жовтні 1807 року громадою міста через місцевого протоієрея Петра Куницького на ім'я Архієпископа Катеринославського Херсонського і Таврійського Платона було подано прохання про дозвіл на зведення на теренах старого кладовища церкви в ім'я Пресвятої Богородиці. Для розбудови планувалося використання будівельного матеріалу з тимчасової Миколаївської церкви, на місці якої на той час вже був зведений собор. На прохання було отримано благословення архієпископа. Але будівництво було розпочато тільки за дев'ять років, 29 жовтня 1816 року і тривало до 25 червня 1820, коли церква була освячена, але не в ім'я Богородиці, але за рішенням громади в ім'я Усіх Святих. Ймовірно будівництво не розпочалося раніше за браком коштів. На час початку будівництва Одеса була перепідпорядкована з Катеринославської єпархії до Кишинівської, тому громада була змушена просити повторне прохання у митрополита Кишинівського і Хотинського Гавриїла. Прохання було оформлено 13 вересня 1816 року протоіереєм Іваном Вороничем. Дозвіл на будівництво було отримано 5 жовтня, а за 5 днів прийнято рішення про найменування церкви в ім'я Усіх Святих. Однак навіть після закладення церкви протягом двох років будівництво не розпочиналося. тільки 22 травня 1820 року були завершені роботи по розбудові церкви, а 25 червня церква була освячена.
Однак завдяки браку коштів зведена нашвидкоруч церква мала невеликі розміри, без захристя, іконостас намальований на тимчасовому полотні, убога дерев'яна дзвіниця. У такому вигляді церква проіснувала до 1845 року, після чого було розпочато роботи з її благоустрою, які тривали до 1900.

### Благоустрій церкви
У 1837 році, після виділенні Херсонської та Таврійської губерній з-під порядкування Катеринославської єпархії, створено самостійну єпархію під головуванням архієпископа Херсонського і Таврійського Гавриїла, який мав резиденцію в Одесі. У березні 1846 року ним була запропонована суттєва реконструкція церкви. Реконструкція храму була розпочата із дзвіниці. На розбудову нової дзвіниці було залучено протоієрея Михайла Жуковського, протоієрея Пасхалова, церковного старости купця Івана Клімова і архітектора Моранді, а також майстра Андрея Твребенникова. Однак розбудова також затягнулася за браком коштів. Будівництво було розпочато лише у червні 1851 року і тривало до 30 листопада 1851.
Після зведення дзвіниці було розпочато роботи по розширенню будівлі церкви. Взагалі площа храму збільшилася вдвічі.

### Знищення храму

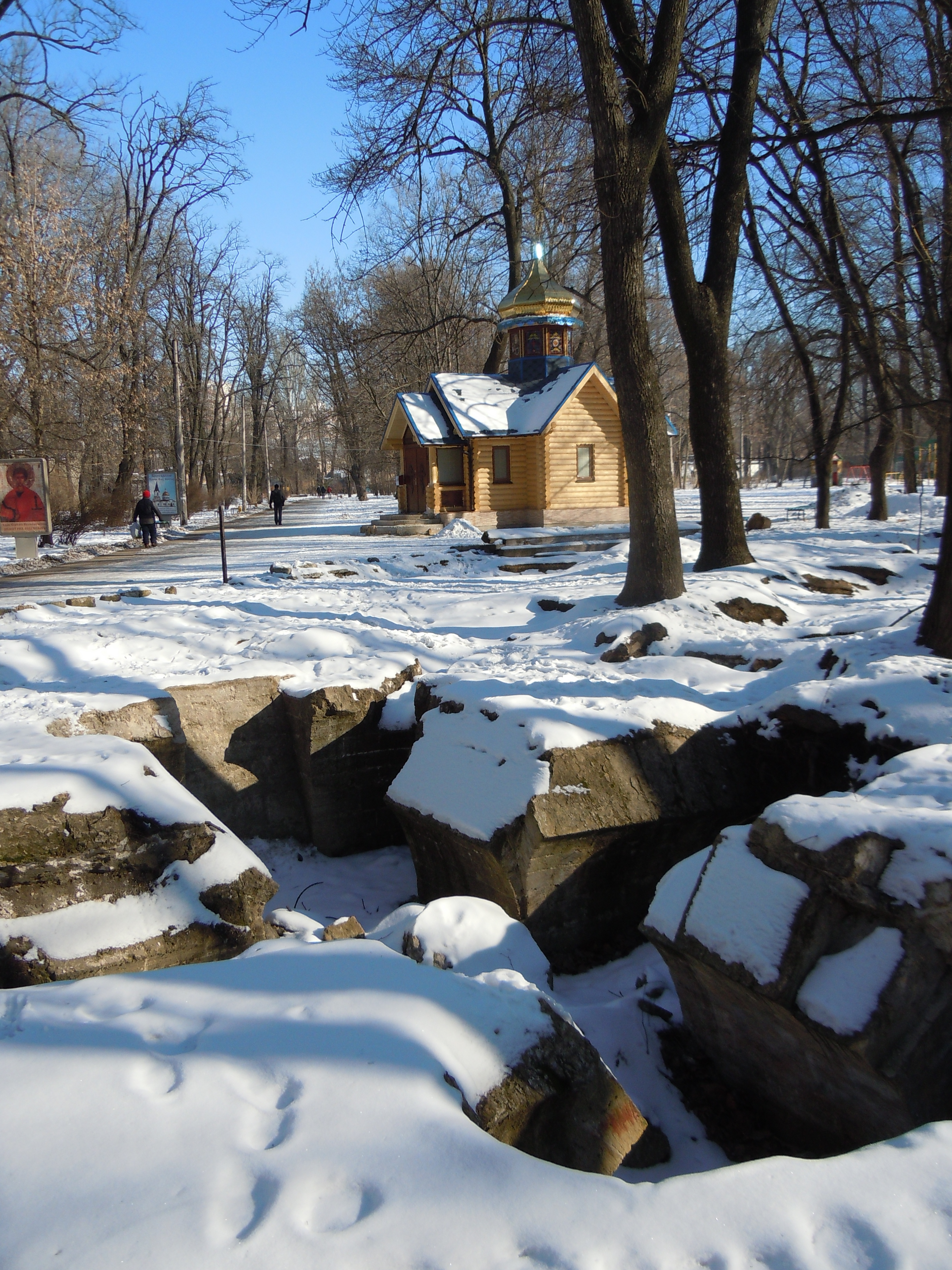
Руїни церкви Всіх Святих і новозведена каплиця Дмитра Солунського

Із приходом радянської влади у 1920-х роках цвинтар почав приходити у запустіння, почалася штучна руйнація кладовища. З 1929 року було розпочато фізичне знищення цвинтаря, яке тривало до 1934 року. Саме 1934 року Усіхсвятський цвинтарний храм було закрито, а згодом, у 1935 році — зруйновано. Наразі тривають роботи по відновленню храму, зведено невелику дерев'яну каплицю Святого Дмитра Солунського.